# Covox

Schemat przetwornika

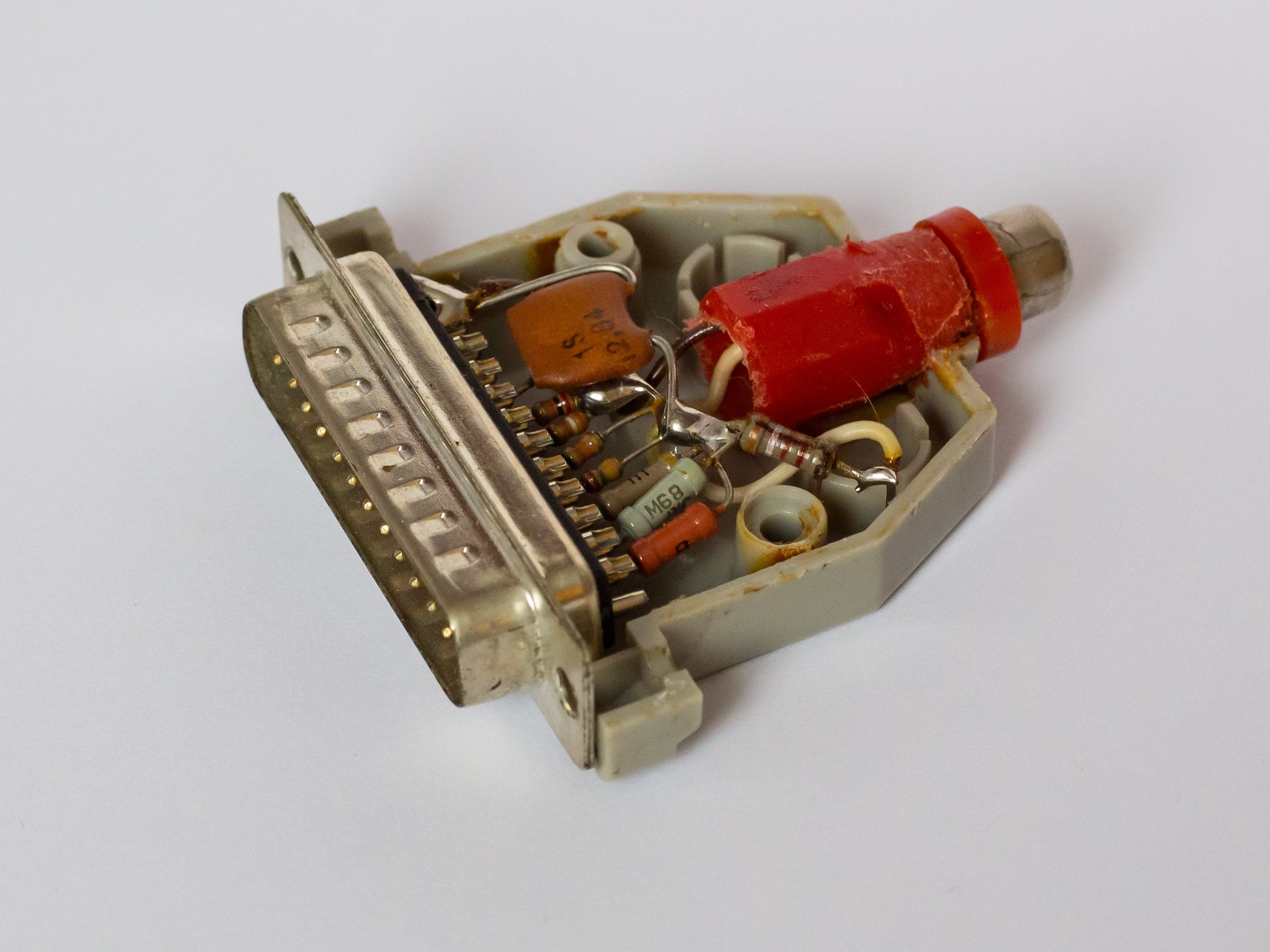
amatorski Covox

Covox – prosty zewnętrzny przetwornik audio, dołączany do portu drukarki komputera by wyprowadzić dźwięk. Covox jest zbudowany z najprostszego 8-bitowego przetwornika cyfrowo-analogowego opartego na drabince rezystorowej.
Wprowadzony na rynek w 1986 r. przez Covox, Inc, za około 70 dolarów. Ponieważ jego części były o rząd wielkości tańsze od gotowej wtyczki, a budowa bardzo prosta, wielu ludzi zaczęło budować własne odmiany. Covox był używany również w latach 90., jako tania alternatywa dla dość drogich w tamtym czasie kart dźwiękowych. Zdobył też popularność na demoscenie.
Głównym problemem przy budowie tego przetwornika była konieczność użycia bardzo precyzyjnych rezystorów. Jeśli zostały użyte zwykłe części, część dźwięków była zniekształcona, szczególnie ciche. Mimo to, jakość dźwięku uzyskiwanego przez tę wtyczkę jest o wiele wyższa od brzmienia PC speakera.
Z nowoczesnych systemów operacyjnych istnieją programy dla Linuxa obsługujące Covoxa. Sam dźwięk przez urządzenia rozszerzające do covoxa jest w grach obsługiwany między innymi poprzez wybranie "Disney Sound Source" (urządzenie zostało rozpracowane metodą inżynierii odwrotnej w 2015). Mając Covoxa można pod systemami DOS (np. FreeDOS) korzystać z jego dźwięku w grach i programach nie obsługujących go, korzystając z emulatora karty dźwiękowej np. Virtual Sound Blaster.